# Международный аэропорт имени Джона Кеннеди
Междунаро́дный аэропо́рт имени Джо́на Ке́ннеди (англ. John F. Kennedy International Airport; ИАТА: JFK, ИКАО: KJFK) — международный аэропорт в США, расположенный в районе Куинс в юго-восточной части города Нью-Йорка, в двадцати километрах к юго-востоку от Нижнего Манхэттена. Крупнейший среди трёх основных пассажирских аэропортов Нью-Йорка: Ла-Гуардия и Ньюарк. По количеству международных авиарейсов является первым в стране.
Аэропортом пользуется более девяноста авиакомпаний. Он является основным для JetBlue Airways и важным международным хабом для American Airlines и Delta Air Lines. В прошлом аэропорт был хабом для Eastern Air Lines, National Airlines, Pan American World Airways и Trans World Airlines.
Аэропорт начал работу в 1947 году. Первоначально получил название Айдлуайлд (англ. Idlewild) по названию поля для гольфа, на землях которого и был построен аэропорт. В декабре 1963 был переименован в честь 35-го президента США — Джона Кеннеди.
Аэропорт занимает ведущие позиции по пассажирскому и грузовому потоку из-за рубежа на территорию Соединённых Штатов. Так, за 2018 год аэропорт обслужил свыше 61 миллиона пассажиров.
Аэропорт находится в подчинении Портового Управления Нью-Йорка и Нью-Джерси, которое также руководит деятельностью ещё трёх крупных аэропортов США: Ла-Гуардия (LGA), Ньюарк (EWR) и Тетерборо (англ. Teterboro Airport; TEB).

## Статистика аэропорта
Хотя аэропорт известен как главные международные ворота в США и Нью-Йорк, он также обслуживает внутренние рейсы по стране, главным образом, на западное побережье. В 2005 году услугами аэропорта воспользовались 41 млн пассажиров, а в совокупности с аэропортами Ньюарк (33 млн) и Ла-Гуардиа (26 млн) воздушными воротами Нью-Йорка воспользовались порядка 100 млн человек, что сделало Нью-Йорк самым активно посещаемым городом США.
Международное сообщение аэропорта им. Джона Кеннеди составляет 17 % всех международных перевозок США (данные 2004 года), крупнейший показатель по стране. В 2000 году аэропорт обслуживал примерно 50 000 пассажиров, прибывающих или убывающих за границу, в день. Сообщением Нью-Йорк, Кеннеди — Лондон, Хитроу в 2000 году воспользовались 2,9 млн пассажиров. Другими крупнейшими маршрутами аэропорта являются рейсы в Париж, Франкфурт и Токио. Почти сто авиакомпаний из пятидесяти стран мира (в том числе и из России) используют аэропорт для регулярных рейсов.
Опрос, проведённый в 2006 году агентством J.D. Power and Associates совместно с журналом Aviation Week, показал, что аэропорт им. Джона Кеннеди находится на втором месте по уровню обслуживания среди крупных аэропортов США вслед за аэропортом Маккаран (англ. McCarran International Airport) в Лас-Вегасе. В настоящий момент в аэропорту происходит реконструкция, стоимость которой оценивается в 10,3 млрд долларов, что делает её крупнейшим проектом по реконструкции аэропортов в мире. Недавно аэропорт вновь открыл терминалы № 1, 4 и 7. Строительство началось на терминале № 5. Терминалы № 8 и 9 реконструируются и объединяются. Терминалы № 8, 2 и 3 планируется переделать либо удалить.
Туристический сайт Travel+Leisure включил его в десятку самых опасных аэропортов мира.

## История
Аэропорт начал работу в 1947 году по контракту с Управлением транспорта Нью-Йорка и Нью-Джерси. На строительство было потрачено порядка 60 миллионов долларов. В настоящее время по приблизительным подсчётам аэропорт приносит 6,6 миллиарда долларов ежегодно и даёт работу 207 000 человек.
Строительство аэропорта началось в 1942 году со скромными амбициями. Под будущий аэропорт было выделено 4 км² земли поля для гольфа Айдлуайлд (англ. Idlewild). Название этого поля и дало аэропорту его первоначальное имя — Аэропорт Айдлуайлд.
Первый коммерческий рейс из аэропорта был выполнен 1 июля 1948 года, а уже 31 июля того же года он был переименован в «Нью-Йоркский международный аэропорт», хотя имя Айдлуайлд оставалось в обиходе.
Аэропорт рос по мере развития авиации. Статус Нью-Йорка как международного центра бизнеса и коммерции требовал больших возможностей. Было дополнительно выделено 16 км² земли и построено ещё 8 терминалов аэропорта. Спустя годы известные авиакомпании сделали аэропорт своим центральным пунктом дислокации, такие как Pan Am, TWA, Eastern, National, Tower Air, и Flying Tiger Line.
До 1957 года единственным терминалом оставался самый первый, временный, затем открылось здание прибытия международных рейсов. Ещё восемь терминалов были построены между 1958 и 1971 годами, каждый из которых разрабатывался своей авиакомпанией.
Терминал Пан Ам Уорлдпорт (англ. Pan Am Worldport), ныне терминал № 3, был открыт в 1962 году. Его особенностью была большая эллиптическая крыша, удерживаемая 32 столбами по периметру и системой канатов. Крыша выходила за пределы здания и закрывала также место посадки. Ещё одной особенностью были телетрапы, доставлявшие пассажиров прямо к самолёту.

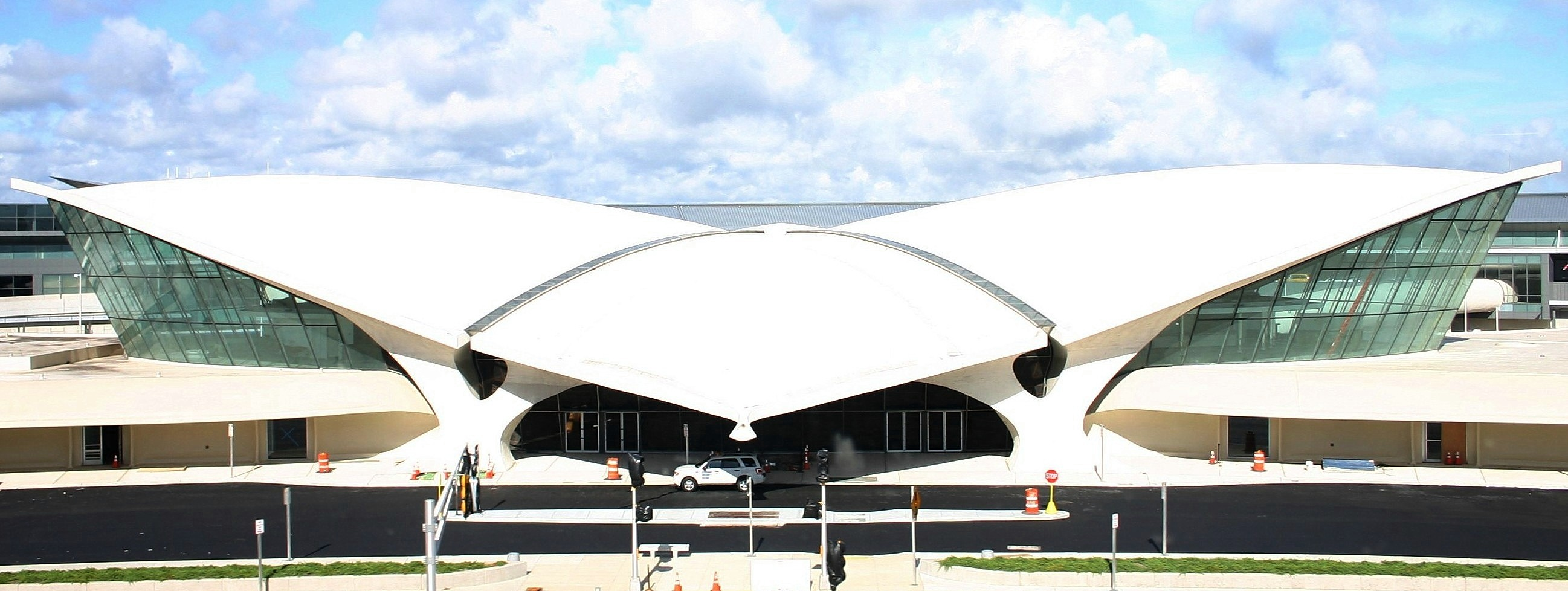
Терминал № 5

Терминал TWA Флайт Центр (англ. TWA Flight Center), ныне терминал № 5, также был открыт в 1962 году. Сконструированный финско-американским архитектором Ээро Саариненом, он представлял собой абстрактный символ полёта. Это здание считалось одним из наиболее оригинальных зданий аэропортов в мире. С упадком авиакомпании TWA терминал был закрыт на реконструкцию. После окончания реконструкции терминала в 2008 году его здание перешло к авиакомпании JetBlue Airways.
Аэропорт получил своё нынешнее имя в 1963 году, спустя месяц после убийства президента Дж. Ф. Кеннеди. В связи с этим аэропорт получил новый код — JFK.
С увеличением пассажиропотока терминалы № 3 и 5 были переоборудованы для приёма новых самолётов «Боинг 747». Сверхзвуковой самолёт Конкорд под управлением компаний Air France и British Airways регулярно пользовался аэропортом с 1977 по 2003 год, пока не был выведен из эксплуатации обоими перевозчиками.
В 1998 году аэропорт начал строительство рельсовой линии AirTrain, представляющей собой скоростное надземное мини-метро. Законченная в 2003 году, линия связала аэропорт со станциями городского метро и пригородной железной дороги.
После терактов 11 сентября 2001 года аэропорт им. Джона Кеннеди стал первым аэропортом в США, временно приостановившим свою работу.

## Транспорт

### Метро и железная дорога

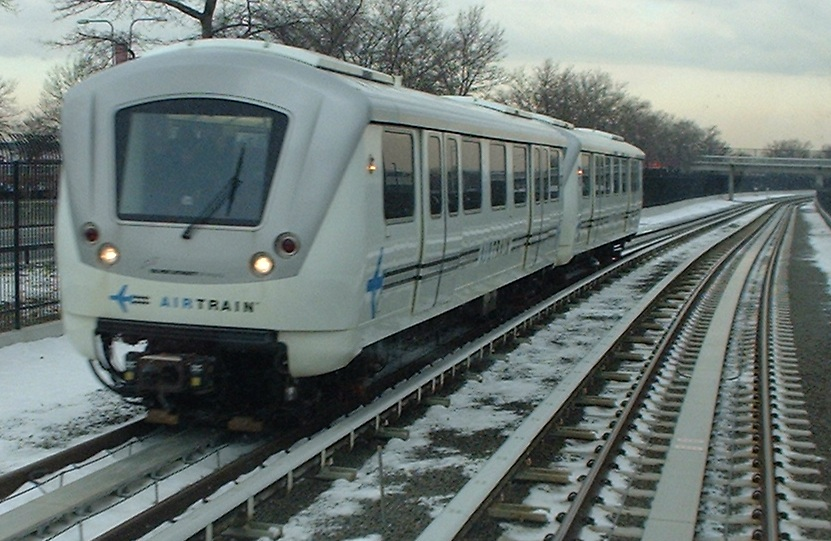
AirTrain в аэропорту

С двумя станциями метро и станцией пригородной железной дороги аэропорт связан скоростной рельсовой линией AirTrain, открытой в декабре 2003 года и представляющей собой мини-метро, управляемое автопилотом. AirTrain останавливается на всех терминалах, стоянках автомобилей и т. д. В пределах аэропорта сообщение бесплатное, для входа и выхода из системы AirTrain у станций метро взимается плата 7,75 долларов. Время проезда на AirTrain до станции Джамейка занимает от 10 до 20 минут (в зависимости от терминала); столько же времени занимает проезд до станции Хауард-Бич. Обе эти станции имеют выход к станциям метро. Станция Джамейка также связана с одноимённой станцией пригородной Лонг-Айлендской железной дороги. Поездка на пригородном электропоезде от станции Джамейка до расположенного в Манхэттене железнодорожного вокзала (Penn Station) занимает около 20 минут, и её стоимость варьируется от 4,99 (билет для проезда вне часа пик, купленный по Интернету) до 12 долларов (билет, действительный в часы пик, купленный в вагоне электропоезда у кондуктора). Поездка на метро между этими же двумя пунктами занимает около 40 минут и стоит 2,75 доллара (по состоянию на ноябрь 2015 года).

### Автобус
Несколько автобусных маршрутов могут доставить пассажиров к станции метро или Лонг-Айлендской железной дороги. Автобусы оборудованы специальным подъёмником для инвалидов. Автобусные остановки расположены у Терминала № 4.
Стоимость проезда на автобусе — 2,75 доллара. При оплате проезда посредством пластиковой карты MetroCard или бесконтактной карты OMNY плата при пересадке в метро не взимается. Однако при оплате наличными бесплатно пересесть можно лишь на другой автобусный маршрут, в то время как за вход в метро нужно заплатить снова. В терминалах аэропорта отсутствуют автоматы для продажи метрокарточек, поэтому туристы, не имеющие при себе карточку, практически лишены возможности бесплатной пересадки автобус-метро.

### Такси
Нью-йоркские жёлтые такси предлагают доставку пассажиров в любую точку Манхэттена по твёрдой ставке 45 долларов (данные 2006 года), не включая чаевые и плату за пользование платными туннелями. Эта ставка действительна только при поездке из аэропорта в Манхэттен, в обратном направлении идёт оплата по счётчику.

### Вертолёт
С 2006 по 2009 годы самым быстрым сообщением между центром Манхэттена и аэропортом являлся вертолёт US Helicopter, который летал по расписанию ежечасно с вертолётной площадки на проливе Ист-Ривер в районе Уолл-стрит и обратно. Полёт длился 8 минут, стоимость 159 долларов без учёта налогов в любую сторону. Пассажиры, направляющиеся в аэропорт, могли пройти контроль безопасности прямо на Уолл-стрит, избежав очередей в аэропорту. US Helicopter прекратила свою деятельность в 2009 году.

## Терминалы

### Терминал № 1
Первоначально в 1958 году на этом месте находился терминал компании Eastern Air Lines, который был демонтирован, и к 1998 году на его месте было построено новое здание терминала, спонсируемое международными авиаперевозчиками (Air France, Air Astana ,Japan Airlines, Korean Air и Lufthansa). Терминал имеет 11 выходов.

### Терминал № 2
Терминал был построен в 1962 году для компаний Northwest Airlines, Northeast Airlines и Braniff Airways. Затем он вошёл в состав терминала Pan Am для внутренних авиалиний. Позднее компания Delta Air Lines выкупила его у Pan Am и использует для местного и международного сообщения. Имеет 10 выходов. После завершения строительства Т4 Т2 будет закрыт.

### Терминал № 4
Терминал был открыт в 2001 году на месте терминала прибытий международных сообщений, построенного в 1950-е годы. Это единственный круглосуточный терминал в аэропорту и отличается модульным дизайном, способным расшириться в случае необходимости. Терминал находится под управлением консорциума, включающего в себя фирмы Lehman Brothers, строительной компании LCOR Inc и голландского воздушного оператора Schiphol USA. В настоящий момент терминал имеет 16 выходов.

### Терминал № 5
Это бывший терминал компании Trans World Airlines (TWA), полное имя которого звучит как «Центр Международных Авиалиний» (англ. The Trans World Airlines Flight Center). Он был построен в 1962 году по проекту финско-американского архитектора Эро Сааринена, был представлен как абстрактный символ полёта и получил прозвище «крылатой чайки». Терминал появился ещё до эры терроризма и захвата заложников — гейты (выходы) терминала находились возле входа в аэропорт, что создавало трудности при продаже билетов и прохождении контроля.
В этом здании впервые в истории аэропортов появились кабельное телевидение, багажные конвейеры, электронные табло и предшественники современных багажных весов.
После покупки компанией American Airlines в 2001 году терминал прекратил свою работу. Управление транспорта предложило использовать это здание под ресторан и пресс-центр, но некоторые архитектурные критики выступают против этой идеи.
В декабре 2005 года компания JetBlue, занимавшая смежный терминал № 6, начала строительные работы по расширению терминала с использованием фасада здания Эро Сааринена в качестве центрального входа. Расположенные за пределами уникальной птицеобразной конструкции перекрытия-оболочки боковые пристройки снесены для освобождения места под будущее строительство.
22 октября 2008 года, по окончании реконструкции, Терминал № 5 открыл двери для пассажиров авиакомпании JetBlue. Был построен абсолютно новый терминал с 26 выходами.
В 2013 году компания Andre Balazs Properties выиграла тендер на право реконструкции старой птицеобразной части терминала. Планируется перестроить его в отель Standard Flight Center, который будет включать конференц-центр, торговые площади, спа и музей, посвящённый истории терминала.

### Терминал № 7
Терминал был построен в 1970 году и был известен как «Терминал British Airways». В 1991 и 2003 годах значительно перестраивался. Имеет форму треугольника, по периметру которого расположены 12 гейтов (выходов).

### Терминал № 8
В 1999 году American Airlines начали восьмилетнюю программу по постройке самого большого пассажирского терминала в JFK, чтобы заменить терминалы 8 и 9. Новый терминал был построен в четыре этапа: строительство нового пассажирского конкорса, снос старого терминала 9, строительство нового терминала 8 и, наконец, снос старого терминала 8. Он является основным терминалом альянса Oneworld. Терминал 8 имеет 29 выходов: 12 в зале B (1-8, 10, 12, 14 и 16) и 17 в зале C (31-47).

### Бывшие терминалы

#### Терминал № 3
Терминал был построен в 1960 году для компании Pan American World Airways и первоначально назывался Pan Am. В 1971 году был расширен и переименован в «Pan Am Worldport». Знаменит своей крышей в форме «летающей тарелки». После расширения в 1972 году стал самым крупным терминалом в мире. В 1991 году компания Delta Air Lines взяла в аренду терминал у находящегося в упадке Pan Am и объявила о планах демонтировать его к 2000 году, но позднее отказалась от этой идеи. Имел 14 выходов. Во время реконструкции Терминала № 1, Терминал № 3 использовался многими зарубежными авиакомпаниями, в том числе Аэрофлотом. Снесён в 2013 г.

#### Терминал № 6
Терминал был построен в 1969 году по проекту известного китайского архитектора И. М. Пея (англ. I.M. Pei) для компании National Airlines. После продажи National Airlines компании Pan Am, терминал был арендован компанией TWA. В конце 1990-х годов TWA передал контроль над зданием компании United Airlines, которая использовала его для полётов в Лос-Анджелес, Сан-Франциско и Сан-Диего. После упадка TWA частично обновлённое здание перешло в использование JetBlue Airways. Терминал имел 14 гейтов (выходов). С окончанием реконструкции соседнего Терминала № 5, и переходом туда авиакомпании JetBlue, Терминал № 6 был закрыт и в 2011 г. снесён.

#### Терминал № 8 (старый)
Терминал построен в 1960 году и первоначально известен как «Терминал American Airlines». Здание было легко узнаваемо по расписанному фасаду в виде забрызганного стакана, созданному американским художником Робертом Сауэрсом. Имел 15 гейтов (выходов). Терминал был снесён в 2007 году.

#### Терминал № 9
Современное здание было открыто 24 августа 2005 года взамен старого терминала 1959 года, известного как «Терминал United Airlines». Позже оба терминала № 8 и 9 были заменены одним мега-терминалом площадью 200 000 м² и стоимостью 1,4 млрд долларов в 2007 году для объединения внутренних и международных рейсов компании American Airlines.